# كولماك

تخطيط لوحة مفاتيح ANSI Colemak (الولايات المتحدة)

كولماك هو تخطيط لوحة مفاتيح للأبجديات النص اللاتيني ، مُصمم لجعل الكتابة أكثر كفاءة وراحة مِنْ QWERTY من طريق وضع أكثر الحروف استخدامًا في اللغة الإنجليزية على الصف الرئيسي مع الحفاظ على العديد من اختصارات لوحة المفاتيح الشائعة كَما هِي في  صُدر في 1 يناير 2006، وسُمي على اسم مخترعه، شاي كولمان. 
جميع أنظمة التشغيل الحديثة الكبرى، بما في ذلك Microsoft Windows (ابتداءً من Windows 11، الإصدار 24H2  )، و macOS ، وLinux ، وAndroid ، و ChromeOS ، و BSD ، Colemak بشكل أصلي. يتوفر برنامج لتثبيت التخطيط على إصدارات Windows الأقدم.  على Android وiOS، يُقدم التخطيط من خلال عدة تطبيقات لوحة المفاتيح افتراضية مثل GBoard وSwiftKey،  وكذلك من خلال العديد من التطبيقات التي تدعم لوحات المفاتيح المادية مباشرة.  

## ملخص

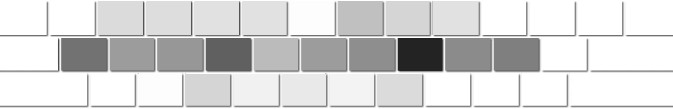
مخطط ترددات الحروف الإنجليزية على Colemak

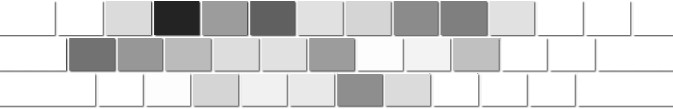
مخطط لترددات الحروف الإنجليزية على لوحة مفاتيح QWERTY

تم تصميم تخطيط كولماك بناءً على تخطيط QWERTY، حيث تم تغيير مواقع 17 مفتاحًا مع الاحتفاظ بمواقع معظم الأحرف غير الأبجدية والعديد من اختصارات لوحة المفاتيح الشائعة كما هي في QWERTY، مما يجعله أسهل للتعلم من تخطيط Dvorak للأشخاص الذين يكتبون بالفعل بـ QWERTY دون فقدان الكفاءة. يشترك مع تخطيط دفوراك، مثل تقليل مسافة مسار الإصبع والاستخدام المكثف للصف الرئيسي.  يتم إجراء 74% من الكتابة على الصف الرئيسي مقارنة بـ 70% بالنسبة لـ Dvorak و 32% بالنسبة لـ  يفتقر تخطيط Colemak الافتراضي إلى مفتاح Caps Lock ؛ يشغل مفتاح Backspace إضافي الموضع النموذجي لمفتاح Caps Lock على لوحات المفاتيح الحديثة. 
يذكر كولمان أنه صمم كولماك لتكون ممتعة وسهلة التعلم، موضحًا أن تخطيط دفوراك صعب على كاتبي QWERTY تعلمه بسبب اختلافه الشديد عن تخطيط QWERTY.  لقد جذب التصميم انتباه وسائل الإعلام باعتباره بديلاً لدفوراك لتحسين سرعة الكتابة والراحة باستخدام تصميم لوحة مفاتيح بديل.   ref>>Zukerman، Erez (8 يونيو 2012). "How I Quickly Mastered A Superior Keyboard Layout Without Losing Productivity". Makeuseof. مؤرشف من الأصل في 2018-03-02. اطلع عليه بتاريخ 2018-02-09.</ref> 

## المتغيرات

تخطيط لوحة مفاتيح ISO Colemak-DH (المملكة المتحدة)

أنشئت سلسلة من التخطيطات الوسيطة المعروفة باسم Tarmak بهدف تسهيل اعتماد التخطيط على المستخدمين الجدد.  تقوم هذه التخطيطات بتغيير 3 إلى 5 مفاتيح فقط في كل مرة عبر سلسلة من 5 خطوات. 
تعرّض تخطيط كولماك للانتقاد بسبب تركيزه الزائد على مفاتيح العمود الأوسط في الصف الأوسط (D و H)، مما يؤدي إلى تمددات جانبية محرج للأصابع في الثنائيات الإنجليزية الشائعة مثل HE. ولمعالجة هذه المخاوف، قام مجتمع مستخدمي Colemak بتطوير نسخة معدلة من Colemak تسمى Colemak-DH . 
أنشأ مجتمع كولماك عدة تعديلات ومتغيرات أخرى؛ بعض هذه التعديلات لا يرتبط بشكل مباشر بـ Colemak ولكنها ستعمل على تخطيطات أخرى أيضًا. 

## روابط خارجية
- الموقع الرسمي لشركة Colemak (بما في ذلك منتدى المجتمع)
- موقع مجتمع كولماك
- كولماك مود-دي اتش